# 2018年の全日本ロードレース選手権
2018年の全日本ロードレース選手権は、全日本ロードレース選手権の52年目のシーズン。

## 開催スケジュール
| ラウンド | 決勝日  | サーキット         | JSB1000勝者     | J-GP2勝者         | J-GP3勝者         | ST600勝者         | JP250勝者       |
| -------- | ------- | ------------------ | --------------- | ----------------- | ----------------- | ----------------- | --------------- |
| 1        | 4月8日  | ツインリンクもてぎ | 中須賀克行      | 作本輝介          | 岡谷雄太          | 小山知良          | 豊島智博        |
| 2        | 4月22日 | 鈴鹿サーキット     | 中須賀克行      | 未開催            | 未開催            | 未開催            | 未開催          |
| 3        | 5月13日 | オートポリス       | 渡辺一馬        | 未開催            | 未開催            | 未開催            | 笠井悠太        |
| 4        | 6月17日 | スポーツランドSUGO | 中須賀克行      | 岩戸亮介          | 岡谷雄太          | 岡本裕生          | 笠井悠太        |
| 5        | 7月1日  | 筑波サーキット     | 未開催          | 岩戸亮介 関口太郎 | 埜口遥希 岡谷雄太 | 長尾健吾 岡本裕生 | 成田彬人 西村硝 |
| 6        | 8月19日 | ツインリンクもてぎ | 中須賀克行      | 未開催            | 未開催            | 未開催            | 未開催          |
| 7        | 9月2日  | オートポリス       | 中須賀克行      | 岩戸亮介          | 中島元気          | 小山知良          | 未開催          |
| 8        | 9月30日 | 岡山国際サーキット | 中止            | 中止              | 中止              | 中止              | 中止            |
| 9        | 11月4日 | 鈴鹿サーキット     | 高橋巧 清成龍一 | 名越哲平          | 小室旭            | 佐野優人          | 成田彬人        |

## ポイントシステム
| 順位     | 1  | 2  | 3  | 4  | 5  | 6  | 7  | 8  | 9  | 10 | 11 | 12 | 13 | 14 | 15 | 16 | 17 | 18 | 19 | 20 |
| -------- | -- | -- | -- | -- | -- | -- | -- | -- | -- | -- | -- | -- | -- | -- | -- | -- | -- | -- | -- | -- |
| ポイント | 25 | 22 | 20 | 18 | 16 | 15 | 14 | 13 | 12 | 11 | 10 | 9  | 8  | 7  | 6  | 5  | 4  | 3  | 2  | 1  |

- 予選出走台数1台以下は不成立。
- 得点は、完走者のみポイントが与えられる。

- 耐久ポイント（レース距離130㎞を超え、ライダーが１名もしくは２名走行のレース）は、上記ポイント以外に各々のライダーに耐久ボーナスポイントの10点が加算される。ただし、ライダーが2名の場合、各大会に定められた規定周回数を満たないライダーには、通常上記および耐久ボーナスのポイントは付与されない。
- MFJグランプリ大会は、規定のポイントに３点が加算される。
- ２ヒート制の場合のポイントは、各ヒートごとに通常のポイントが与えられる。
- MFJグランプリの２ヒートレースはそれぞれのヒートにボーナスポイント３ポイントが加算される。
- J-GP3クラスについては、年齢12歳から17歳までのライダーにユースカップが設定される。
- ユースカップの得点は、レースの総合順位に基づき与えられる。
- MFJのスポーツ国籍以外の選手についても、全日本選手権の得点を付与する。
- チームランキングポイントは、年間登録チームのみが対象とされ、そのチームが起用するライダーの中の一番よいポイントだけを抽出し、積算する。
- 2018年度文部科学大臣杯は、JSB1000チャンピオンに授与される。